# Cornelia Ruhe
Cornelia Ruhe (* 8. Dezember 1973 in Aachen) ist eine deutsche Romanistin.

## Leben
Sie studierte Romanistik, Slavistik und Anglistik an den Universitäten Regensburg und Konstanz. Nach der Promotion 2002 an der Universität Konstanz und der Habilitation 2009 sie seit 2010 Professorin für Romanische Literatur- und Medienwissenschaft am Romanischen Seminar der Universität Mannheim. 2018 erfolgte ihre Aufnahme in die Heidelberger Akademie der Wissenschaften.
Ruhe gibt zusammen mit Franz Lebsanft die Zeitschrift Romanische Forschungen (Bereich Literaturwissenschaft) heraus.
Sie engagiert sich seit Jahren in unterschiedlichen Rollen für die Studienstiftung des deutschen Volkes und ist 2024 in dessen Kuratorium gewählt worden.
Zum 1. Oktober 2024 wird sie Annette Kehnel als Prorektorin für Studium und Lehre nachfolgen.

## Schriften (Auswahl)
- La cité des poètes. Interkulturalität und urbaner Raum. Würzburg 2004, ISBN 3-8260-2765-5.
- Cinéma beur. Analysen zu einem neuen Genre des französischen Films. Konstanz 2006, ISBN 3-89669-607-6.
- „Invasion aus dem Osten“. Die Aneignung der russischen Literatur in Frankreich und Spanien (1880–1910). Frankfurt am Main 2012, ISBN 978-3-465-03756-9.
- als Herausgeberin mit Daniel Bengsch: Une femme puissante. L'œuvre de Marie NDiaye. Amsterdam 2013, ISBN 90-420-3714-8.